# Велчев Велчо Петров
Велчев Велчо Петров — (*28 червня 1907 — 2 квітня 1991) — болгарський літературознавець.
Закінчив Софійський університет.
Автор праць з питання вивчення російської і української літератур, болгарсько-російських літературних зв'язків і болгарської літератури.
В статтях «Шевченко і болгарська література», «Російська та українська література і міжнародний революційний соціалістичний рух», що опубліковані в журналі «Език и литература» (1964, № 3, 1970, № 5), розглядав питання про вплив творчості Тараса Шевченка на літературу Болгарії, встановив факт творчої спільноти між поемою Івана Вазова «У царстві самодив» і поемою Шевченка «Сон».